# 176 a. C.
El año 176 a. C. fue un año del calendario romano prejuliano. En el Imperio romano, fue conocido como el año 578 Ab Urbe condita.

## Acontecimientos

### República romana
- El general romano, Tiberio Graco el Mayor, somete Cerdeña, esclavizando a parte de la población.

### Egipto
- Cleopatra I Sira muere dejando a su hijo, Ptolomeo VI, para gobernar Egipto solo.

### Partia
- El rey Priapatios de Partia muere y lo sucede su hijo Fraates I.

## Fallecimientos
- Cleopatra I de Egipto

- Datos: Q46345